# The Bearcat
The Bearcat é um filme norte-americano de 1922, do gênero faroeste, dirigido por Edward Sedgwick, com roteiro de George Hively e Frank R. Buckley.
O filme é hoje considerado perdido.

## Elenco
- Hoot Gibson
- Lillian Rich – Alys May
- Charles K. French – Xerife Bill Garfield
- Joe Harris – Doc Henderson
- Alfred Hollingsworth – John P. May
- Harold Goodwin – Peter May
- William Buckley – Archer Aitken
- Fontaine La Rue – Mary Lang
- James Alamo – Henry
- J.J. Allen – Jake Hensen
- Stanley Fitz
- Joe De La Cruz
- Sam Polo – Pining Willis